# Dynamena hexodon
Dynamena hexodon är en nässeldjursart som först beskrevs av Busk 1852.  Dynamena hexodon ingår i släktet Dynamena och familjen Sertulariidae. Inga underarter finns listade i Catalogue of Life.